# Michelangelo Luchi
Michelangelo Luchi (ur. 20 sierpnia albo 20 kwietnia 1744 w Brescii, zm. 29 września 1802 w Subiaco) – włoski kardynał.

## Życiorys
Urodził się 20 sierpnia albo 20 kwietnia 1744 roku w Brescii. Studiował w Brescii, a po studiach wstąpił do jednego z odłamów benedyktynów. Po złożeniu profesji zakonnej i przyjęciu święceń kapłańskich w Monte Cassino, został wykładowcą teologii, filozofii, greki i hebrajskiego. 23 lutego 1801 roku został kreowany kardynałem in pectore. Jego nominacja na kardynała prezbitera została ogłoszona na konsystorzu 28 września tego samego roku i nadano mu wówczas kościół tytularny S. Mariae de Victoria. 18 sierpnia 1802 roku został mianowany prefektem Kongregacji Indeksu i pełnił ten urząd do śmierci, która nastąpiła 29 września tego roku w Subiaco.